# Leucadendron gydoense
Leucadendron gydoense är en tvåhjärtbladig växtart som beskrevs av I. Williams. Leucadendron gydoense ingår i släktet Leucadendron och familjen Proteaceae. Inga underarter finns listade i Catalogue of Life.